# Lange-Taylor Prize

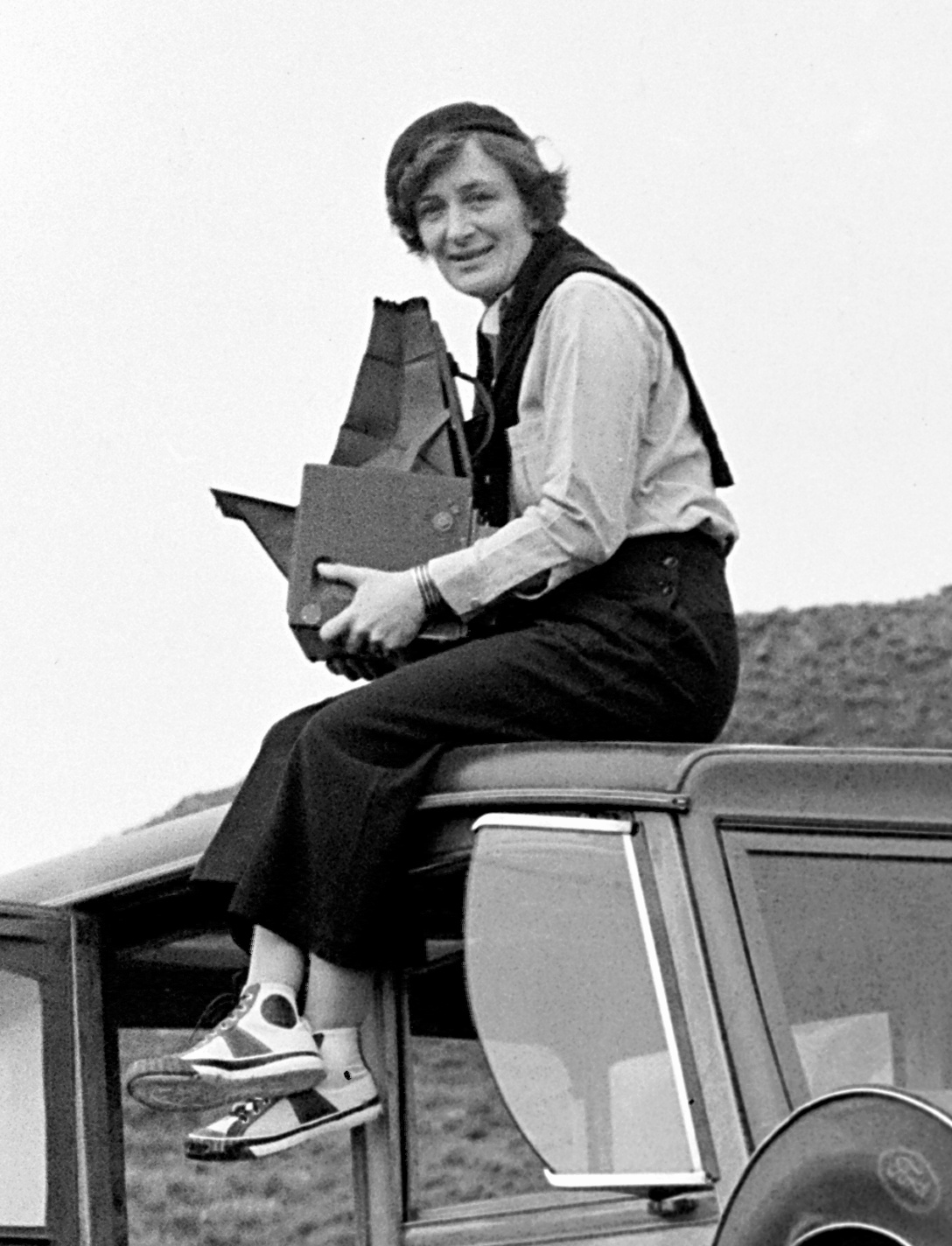
Dorothea Langeová, 1936

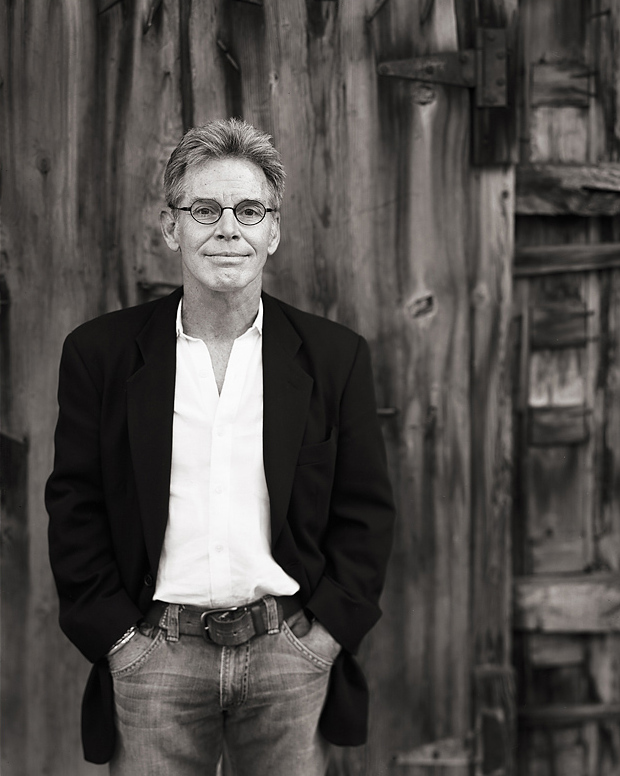
Keith Carter získal cenu v roce 1991

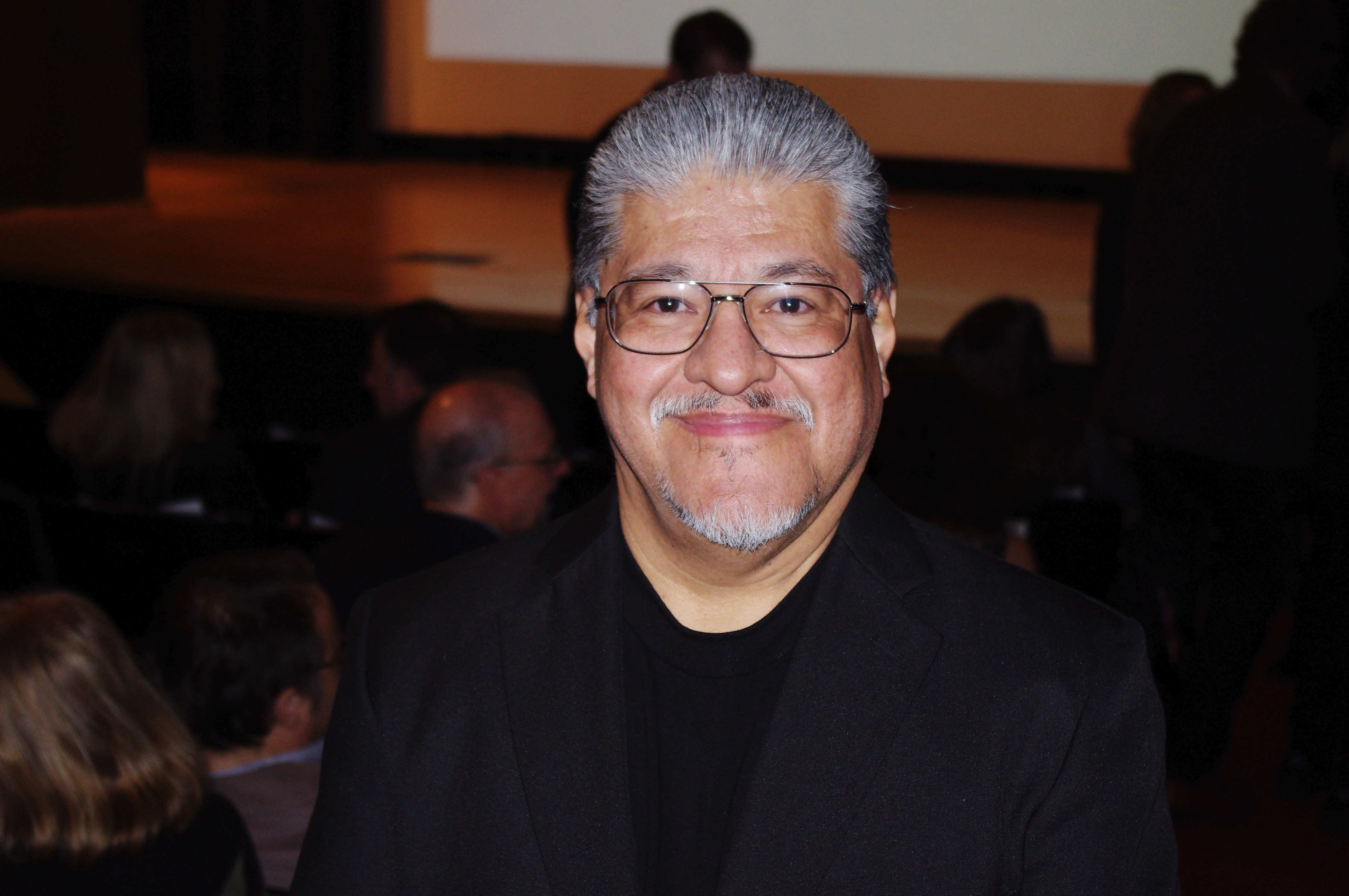
Luis J. Rodriguez

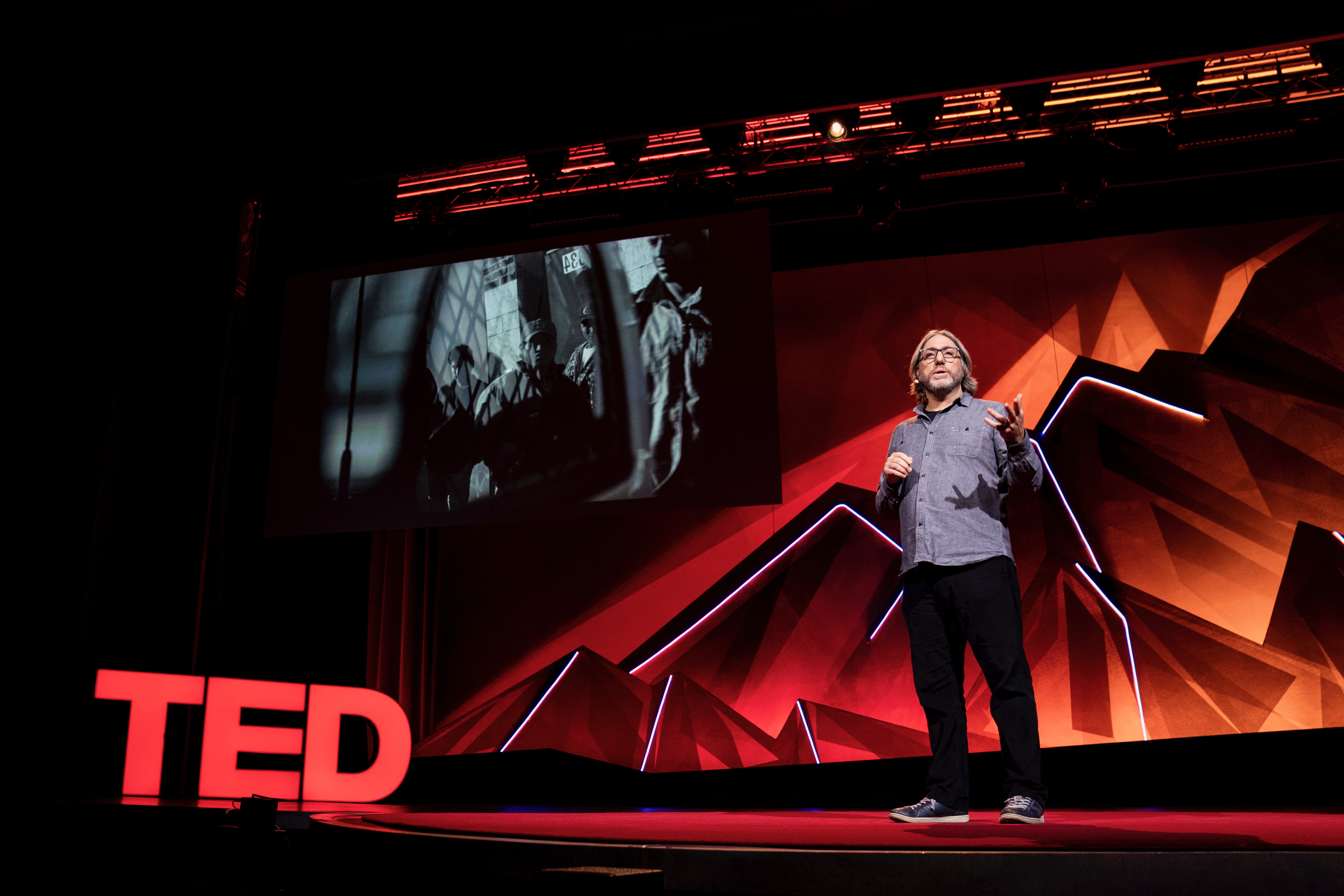
Jon Lowenstein

Lange-Taylor Prize je ocenění pojmenované podle fotografky Dorothey Langeové a jejího manžela, spisovatele Pavla Schustera Taylora a činí 20 000 dolarů. Cena je udělována každoročně od roku 1990 na podporu spolupráce dokumentárních spisovatelů a fotografů.

## Výherci
- 1991: Keith Carter[3]
- 1992: Gray Brechin a Robert Dawson[4]
- 1993: Donna DeCesare a Luis J. Rodriguez za Mara Salvatrucha – Průzkum života mladých mužů a žen v pouličních ganzích v Salvadoru.
- 1994:
- 1995:
- 1996: Mary Berridge a River Huston za Women – Vizuální a verbální portréty HIV pozitivních žen a jejich rodin.
- 1997: Ernesto Bazan a Silvana Paternostro za El Periodo Especial – Život na Kubě po rozpadu Sovětského svazu.
- 1998: Rob Amberg a Sam Gray za I-26: Corridor of Change – fyzické, ekonomické a sociální změny doprovázející výstavbu dálnic v odlehlé Appalachii.
- 1999: Jason Eskenazi a Jennifer Gould Keil[5] za Mountain Jews: A Lost Tribe – přechod staleté vesnice na Kavkaze od tradičního způsobu života.
- 2000:
- 2001: Mary Cappello a Paola Ferrario[6]
- 2002: Dona Ann McAdams a Brad Kessler za The Garden of Eden: Living with Schizophrenia on Coney Island, 1983-1998.[7]
- 2003: Misty Keasler a Charles D'Ambrosio.[8]
- 2004: Katherine Dunn a Jim Lommasson.[9]
- 2005: Kent Haruf a Peter Brown.[10]
- 2006: Donald Weber a Larry Frolick.[11]
- 2007: Kurt Pitzer a Roger LeMoyne.[12]
- 2008: Ilan Greenberg a Carolyn Drake za Becoming Chinese: Uighurs in Cultural Transition.[13]
- 2009: Teru Kuwayama a Christian Parenti.[14]
- 2010: Tiana Markova-Gold a Sarah Dohrmann.[15]
- 2013: Jen Kinney.[16]
- 2014: Jon Lowenstein.[17]
- 2015: Michel Huneault získal výhru 10.000 dolarů za Post Mégantic.[18] Čestné uznání: Alice Leora Briggs a Julián Cardona za Abecedario de Juárez. Zvláštní uznání: Serge J-F. Levy za The Fire in the Freezer.[19] Ostatní finalisté: J. T. Blatty; Kitra Cahana; Sarah Christianson a Sierra Crane Murdoch; Megan E. Doherty; Jess Dugan a Vanessa Fabbre, Justin Maxon; Brittany M. Powell; Rylan Steele a Nora Wendl; Byron Wolfe, Mark Klett a Rebecca Solnit.[20]
- 2016: Steven M. Cozart získal výhru 10.000 dolarů za The Pass/Fail Series. Čestné uznání: Carlotta Cardana a Danielle SeeWalker za The Red Road Project a Phyllis Dooney a Jardine Libaire za Gravity Is Stronger Here.[21]
- 2017: Katherine Yungmee Kim za Severence. Čestné uznání: fotograf a vizuální umělec Marco Panzetti za The Idea of Europe. Ostatní finalisté: Cassi Alexandra, Constanze Han, Anthony Karen a Whitney Kimball, Julia Spicher Kasdorf a Steven Rubin, Marie-Luise Klotz, Alia Malek a Peter van Agtmael, Lucas Olivet, Isadora Romero a Misha Vallejo, Sara Sallam, Suchitra Vijayan, Carletta Carrington Wilson a Gesche Würfel.[22]
- 2018: Daniel Ramos za The Land of Illustrious Men[23]
- 2019: Chinen Aimi za Finding Ryukyu[24]
- 2020: Tarrah Krajnak za El Jardín De Senderos Que Se Bifurcan[25]
- 2021: V Haddad a Sam Richardson za Self Portrait Service[26]